# Molinillo (utensilio de cocina)

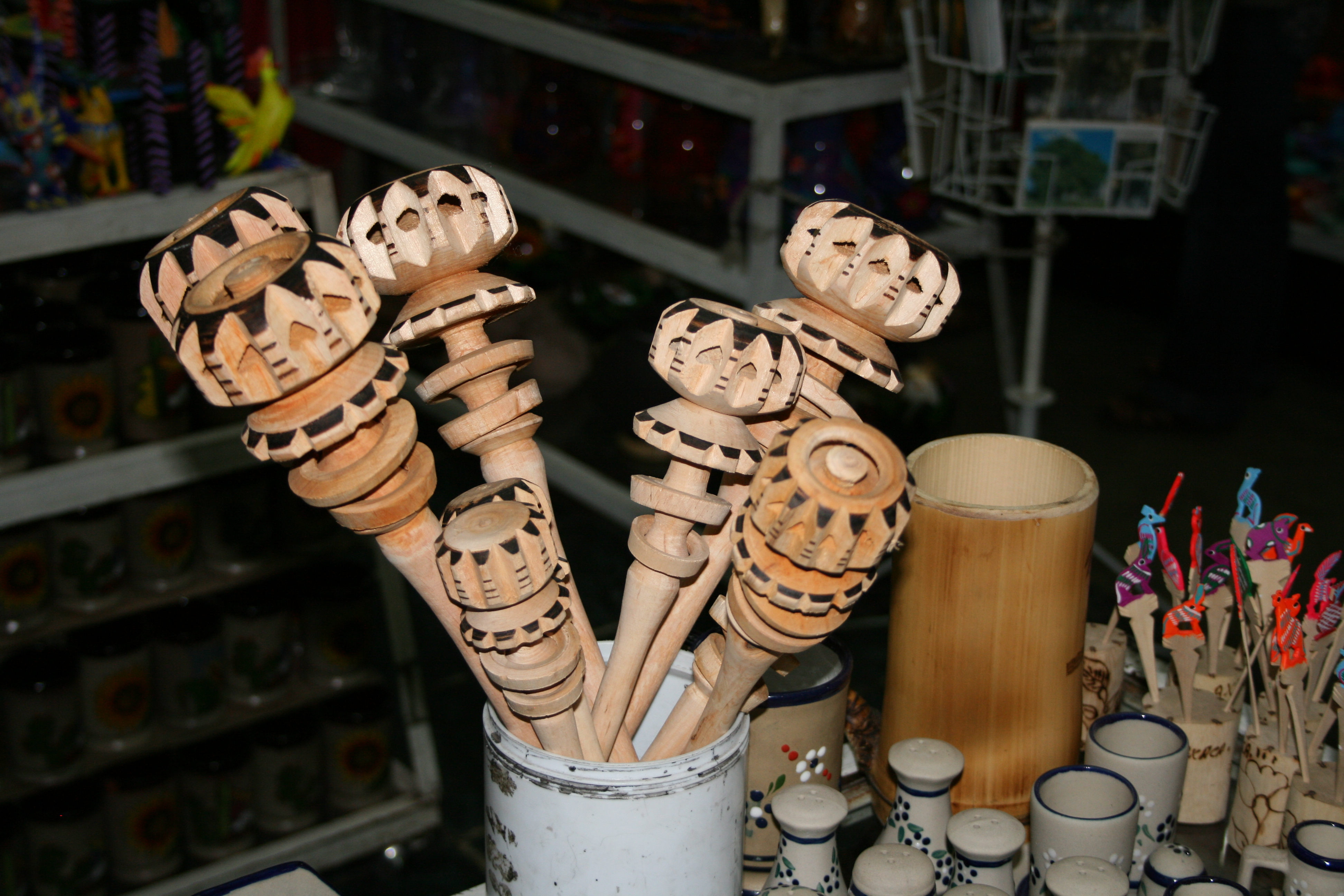
Molinillos en venta en un mercado de Oaxaca.

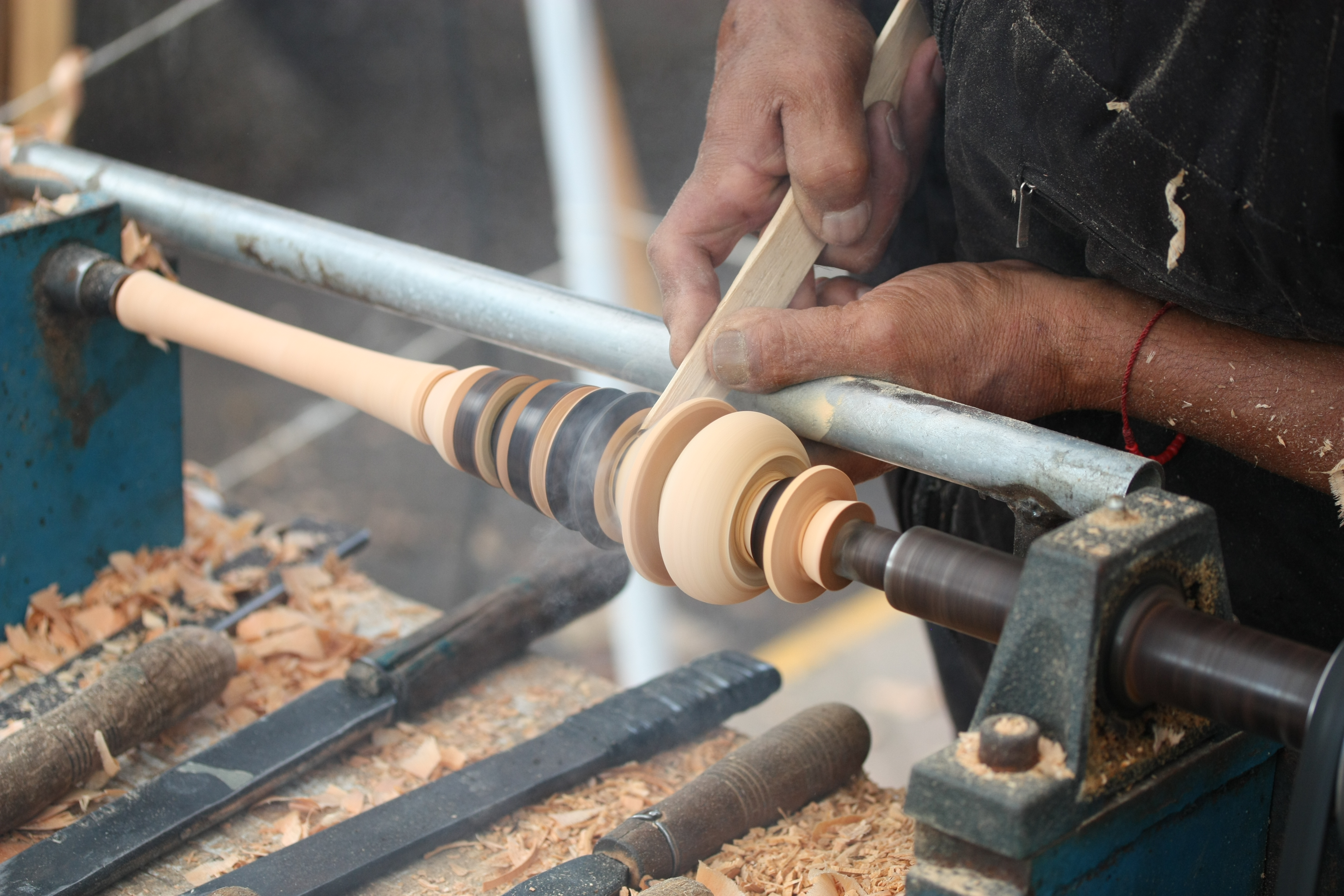
Artesano en el proceso de elaboración de un molinillo en torno mecánico.

El molinillo, batidor o espumador, también conocido por sus nombres en náhuatl aquaujl o aquahuitl, es un utensilio tradicional de la cocina mexicana fabricado en madera torneada y utilizado como batidor. Se usa principalmente para la preparación de bebidas calientes como chocolate, atole y champurrado. Es mencionado en el Códice Florentino (1575-1577) por Bernardino de Sahagún. 

## Características y fabricación
El molinillo es un batidor que se utiliza especialmente para preparar chocolate caliente y otras bebidas como el champurrado y el atole, su principal función es disolver el chocolate y producir espuma. El mango del utensilio se sostiene entre las palmas de las manos y se gira frotando una palma contra la otra, esta rotación constante crea la espuma en la bebida.
Es fabricado con madera por medio de un torno, pero también se elabora a mano de forma artesanal. Se caracteriza por tener varios anillos, los cuales tienen movimiento, además de una especie de muescas. Por lo general se realiza de una sola pieza de madera y como parte del proceso final se decora. 
Originario del Municipio de Rayón, Estado de México.

## Historia
Esteban Terreros y Pando definió al molinillo como: «palo torneado con sus labores y huecos para batir el chocolate», en su diccionario publicado en 1787. Está descrito que fue inventado por los españoles que habitaban la Nueva España alrededor del año 1700 y que previamente se acostumbraba crear la espuma del chocolate caliente vaciando el contenido de un recipiente a otro en repetidas ocasiones. Sin embargo, existen antecedentes de instrumentos similares usados por los indígenas desde antes de la Conquista de México como el «chicoli» o como el aneloloni, término náhuatl que Alonso de Molina define ya en 1571, como: «instrumento para mecer cacao cuando lo hacen». Lo que es un hecho es que llegó a Europa y al resto del mundo procedente de México.